# Félix de Muelenaere
Felix Amandus de Muelenaere (5. april 1793 i Pittem – 5. august 1862 i Pittem) var en katolsk belgisk politiker.
Han blev advokat i Brügge og var fra 1824 til 1829 medlem af Generalstaterne i det Forenede kongerige Nederlandene for Vestflandern. Efter den belgiske revolution i 1830 blev han provinsguvernør i Vestflandern i 1830-1831, medlem af parlamentet som repræsentant for Brügge 1831-1848 og udenrigsminister i den første belgiske regering. 
Efter kroningen af Leopold 1. af Belgien i 1831 blev han Belgiens tredje premierminister frem til 1832. Senere blev han igen provinsguvernør i Vestflandern 1832-1834 og 1836-1849 samt udenrigsminister 1834-1836, 1841. Fra 1850 til sin død i 1862 var han medlem af parlamentet for Tielt-kredsen.